# ヨーロッパ特急 (アルバム)
『ヨーロッパ特急』（ヨーロッパとっきゅう、英語: Trans-Europe Express, ドイツ語: Trans-Europa Express）は、ドイツの音楽ユニット、クラフトワークのアルバム。
1977年4月にEMIよりリリースされた。
作品名はヨーロッパで運行されていた国際特急列車TEE（Trans-Europa Express）にちなむ。

## 解説
ローリング・ストーンによるアンケートThe 500 Greatest Albums of All Timeでは238位にランク。彼らの作品中唯一のランクインとなった。また本作のミキシングはロサンゼルスのスタジオで行われた。
表題曲「ヨーロッパ特急」では、鉄道の走行音を再現している。アフリカ・バンバータの「プラネット・ロック」は、この曲をサンプリングしている。なお、歌詞に当時彼らのファンであり、会合もしたデヴィッド・ボウイとイギー・ポップの名が登場する。また、収録曲「ショールーム・ダミー」は、日本では1980年代に三宅一生が出演したサントリー角瓶のCMで使用されたことにより、シングル・カットされた。イギリスのロックバンド、デュラン・デュランが自身のライブでカバーしている。
ドイツ語版のみ「Metal on Metal」が、「Metall auf Metall」と「Abzug」の2曲に分割されて別々の曲名が付けられていたが、2009年のリマスター版で英語版でも分割されるようになった。同作のリマスター版および『THE MIX』の日本発売分においては「Abzug」に対しての邦題は付けられていないが、ライブアルバム『ミニマム・マキシマム』のドイツ語版には同様に分割されている同曲には「アップツァック」の表記が見られる。
楽曲ヨーロッパ特急のCDシングルはallmusicに於いてシングルながら最高評価である5starsを与えられるという同データベース内でも極めて稀な一例となっている。

## 曲目
| #  | タイトル                                                                     | 作詞                          | 作曲             | 時間 |
| -- | ---------------------------------------------------------------------------- | ----------------------------- | ---------------- | ---- |
| 1. | 「ヨーロッパ・エンドレス - Europe Endless」("Europa Endlos")                 | Ralf Hütter Florian Schneider | Hütter           | 9:40 |
| 2. | 「鏡のホール - The Hall of Mirrors」("Spiegelsaal")                          | Hütter Schneider Emil Schult  | Hütter           | 7:56 |
| 3. | 「ショウルーム・ダミー - Showroom Dummies」("Schaufensterpuppen")            | Hütter                        | Hütter           | 6:15 |
| 4. | 「ヨーロッパ特急 - Trans-Europe Express(TEE part1)」("Trans Europa Express") | Hütter Schult                 | Hütter           | 6:52 |
| 5. | 「メタル・オン・メタル - Metal on Metal(TEE part2)」("Metall auf Metall")    |                               | Hütter           | 2:11 |
| 6. | 「ABZUG - Abzug」                                                            |                               | Hütter           | 4:53 |
| 7. | 「フランツ・シューベルト - Franz Schubert」                                  |                               | Hütter           | 4:26 |
| 8. | 「エンドレス・エンドレス - Endless Endless」("Endlos Endlos")                |                               | Hütter Schneider | 0:55 |